# Madonna della Libera (Castellammare di Stabia)
Madonna della Libera è una frazione di circa 150 abitanti del comune di Castellammare di Stabia.

## Geografia fisica
La frazione di Madonna della Libera è situata su una collina chiamata di San Cataldo, ai piedi del Monte Faito, ad un'altezza di circa 200 metri. Sotto la frazione di Madonna della Libera vi è quella di Pozzano.

## Storia
Il suo nome deriva dal dipinto su roccia della Madonna della Libera che si può osservare nell'omonimo santuario, anche se la zona dove vi è il piccolo insediamento urbano viene chiamato Camarelle. L'attività principale della zona è l'agricoltura e pastorizia.

## Monumenti e luoghi d'interesse

### Santuario Madonna della Libera
Il santuario della Madonna della Libera è situato sul monte San Cataldo ed attualmente è presieduto dai frati cappuccini. La chiesa di modeste dimensioni, assume l'architettura tipica di una basilica: infatti presenta la navata centrale e due piccole navata laterali dove vi sono piccole cappelline dedicate a vari santi. Non vi elemento né architettonico né artistico di rilievo, eccetto l'altare maggiore che ospita un'immagine affrescata sulla roccia dedicata alla Madonna, risalente al XII secolo.

## Economia

### Turismo
Più che un turismo culturale, la zona è frequentata da pellegrini che si recano in preghiera al piccolo santuario. Nello stesso complesso è presente un ostello della gioventù oltre ad alcune sale per convegni e ricevimenti. Vi è anche una struttura che doveva essere adibita a ostello, ma non è mai stata completata.

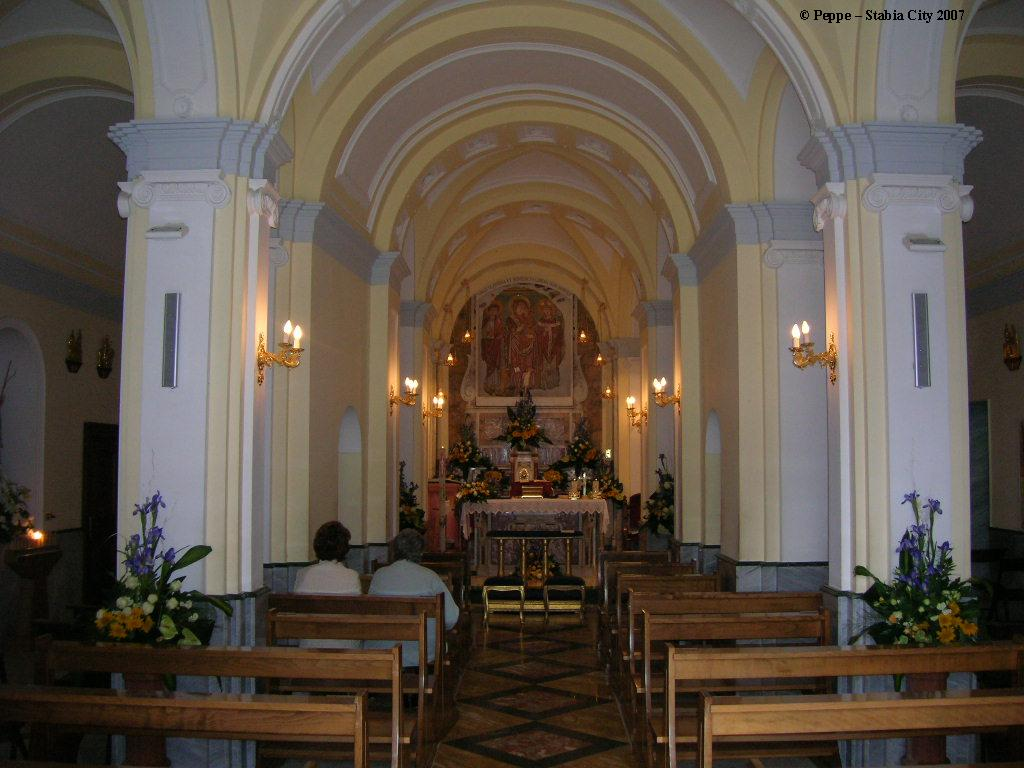
L'interno del Santuario della Madonna della Libera

## Sagre e feste
- Il 18 di ogni mese è il giorno dedicato alla Madonna della Libera
- Il 18 giugno è la festa principale della Madonna della Libera
- Il 18 giugno si svolge la sagra dell'Acqua della Madonna e del Biscotto di Castellammare
- La prima domenica di settembre si svolge la tradizionale "Sagra delle Camarelle"

## Prodotti tipici
- Miele
- Pasta e fagioli del monaco
- Provolone del monaco

## Infrastrutture e trasporti
Non vi sono mezzi di trasporti pubblici che conducono a Madonna della Libera, poiché la strada è molto stretta. Vi si accede quindi con mezzi propri utilizzando o la strada che si apre di fronte al castello, dalla Statale Sorrentina, oppure un'altra strada che inizia a Pozzano.